# Sinoie

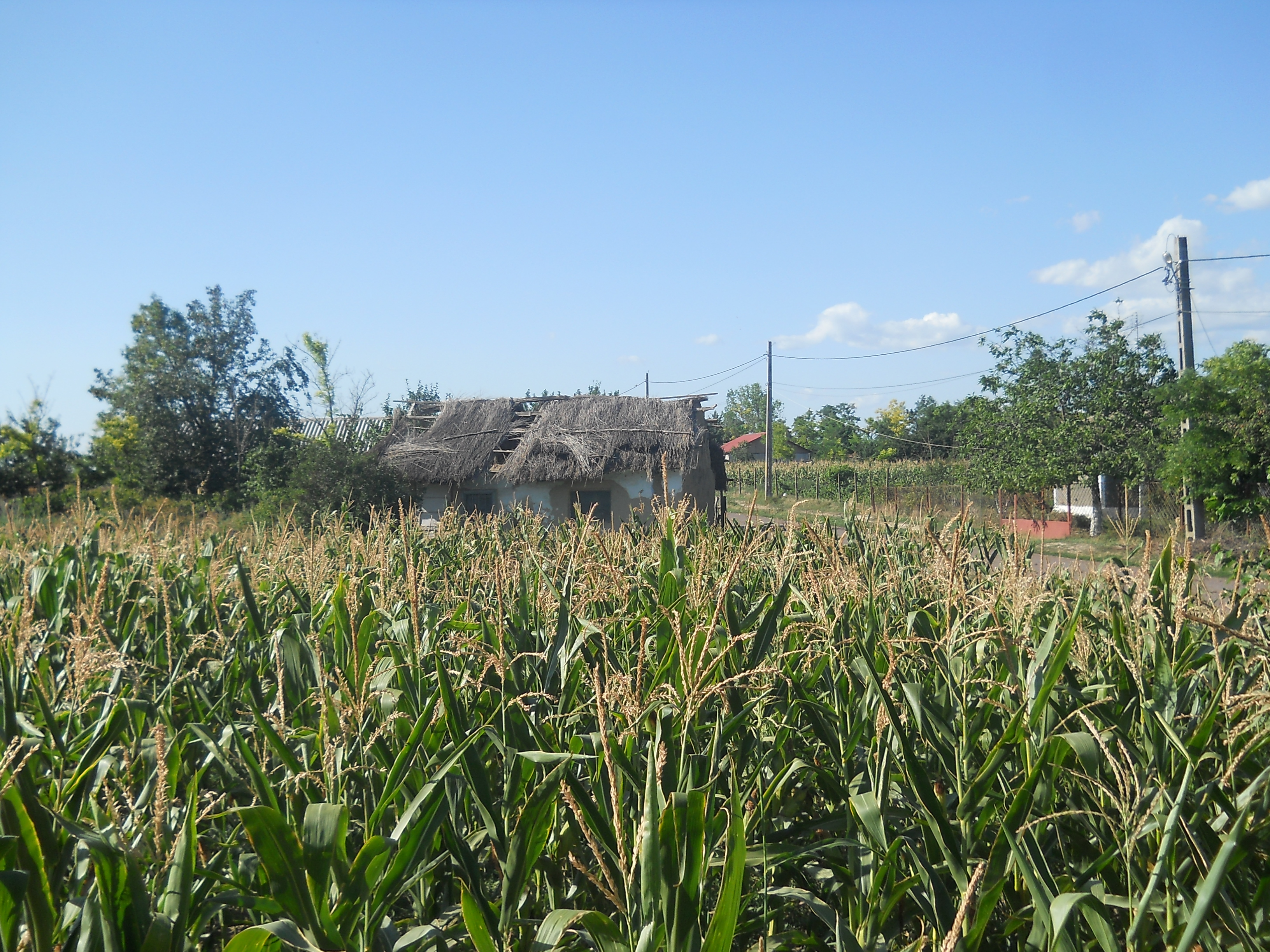
Das Dorf Sinoie

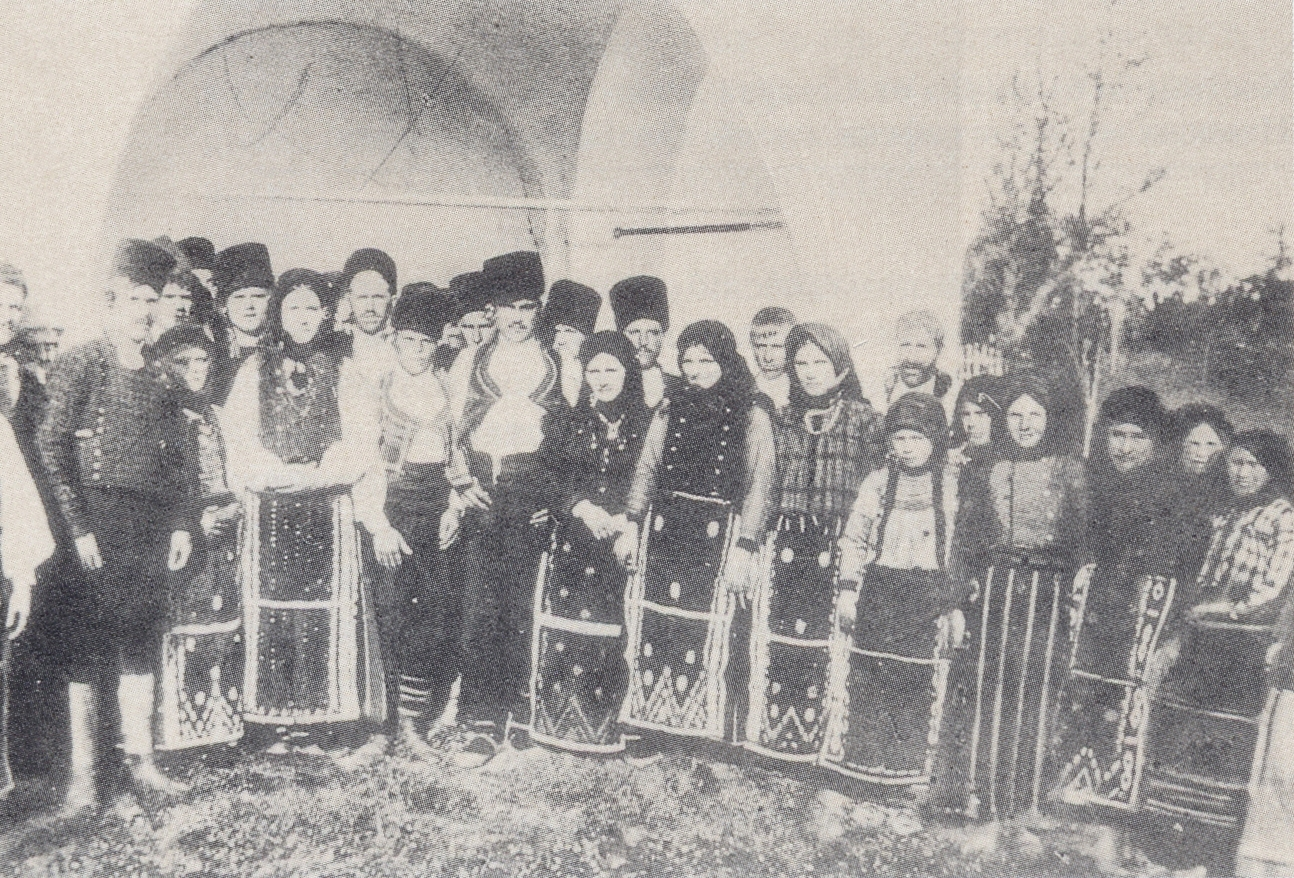
Bulgaren in Kasapköy im 20. Jahrhundert

Sinoie (auch Sinoe, veraltet Casapchioi, türkisch Kasapköy) ist ein Dorf im Kreis Constanța in Rumänien, am Rande des Nationalparks Donaudelta. Es ist Teil der Gemeinde Mihai Viteazu.

## Lage
Das Dorf Sinoie liegt im Nordosten des Kreises Constanța, an der Kreisstraße (Drum județean) DJ 226, in 60 Kilometer Entfernung von der Kreishauptstadt Constanța.

## Nachbarorte
| Mihai Viteazu | Ceamurlia de Jos                            | Lunca      |
| Fântânele     | Kompassrose, die auf Nachbargemeinden zeigt | Sinoie-See |
| Cogealac      | Istria                                      | Sinoie-See |

## Geschichte
2001 wurden bei „Movilele Dese“, in der Nähe von Sinoie, zwei Silbermünzen der griechischen Städte Kyzikos und Milet gefunden. Diese befinden sich heute in der Münzsammlung des Museums für Geschichte und Archäologie in Constanța.
Weitere archäologische Funde (Werkzeuge und Keramikgefäße) belegen, dass das heutige Sinoie bereits im Paläolithikum besiedelt war. Im 7. Jahrhundert v. Chr. wurde der Ort von Griechen besiedelt, die einen regen Handel mit dem Süden betrieben. Es wurde Keramik aus Milet, Athen, Rhodos und Korinth sichergestellt.
Im ersten Jahrhundert n. Chr. ließen sich die Römer hier nieder. Auf dem Territorium des heutigen Dorfes Sinoie befand sich das Dorf "Vicus Quintionis", dessen Grundherr der Römer Quintio war. Die Einwohner des Dorfes waren "veterani et cives Romani et Bessi consistentes", wie aus einer Inschrift aus dem 2. Jahrhundert n. Chr. zu lesen ist, also römische Bürger und Veteranen sowie Bessi, eine thrakische Bevölkerungsgruppe.
Geleitet wurde das Dorf von zwei Magistraten, einem römischen und einem thrakischen. Im Jahr 144 n. Chr. waren es "Tiberius Saturninus" und "Bizienis", 167 n. Chr. "Aelius Bellicus" und "Mucaporus Ditugenti" und 177 n. Chr. "Iulius Florus" und "Derzenus Bitti". In finanziellen Angelegenheiten wurden die Magistraten von einem Quästor unterstützt. Dieser war ein Jahr Römer und das nächste Jahr Bessi. Im Jahr 167 n. Chr. war der Römer "Claudius Ianuarius" Quästor, 175 n. Chr. der Thraker "Dotus Zinebti". In "Vicus Quintionis" gab es ein Auditorium, wie aus einem Schreiben von Antoninus Pius hervorgeht. Der Ort wurde im 7. Jahrhundert, zur gleichen Zeit wie die Festung Histria aufgegeben, als sich das Römische Heer und die Römische Verwaltung aus der Dobrudscha zurückzogen.

## Wirtschaft und Kultur
Die Wirtschaft ist durch Landwirtschaft geprägt, das Dorf verfügt über drei Lebensmittelläden sowie eine Pension für Touristen.
In der Nähe der Ortschaft befindet sich der Sinoie-See als Teil des Lagunenkomplexes Razim-Sinoie, der zum Biosphärenreservat Donaudelta gehört. Desgleichen befinden sich unweit des Dorfes die streng geschützten Zonen des Reservats Grindul Lupilor und Istria-Sinoie, wo die Ruinen der antiken Stadt Histria eine Touristenattraktion sind.
Die Unterrichtssprache der Schule war anfangs türkisch und später bulgarisch. 1880 gab es in Sinoie eine Schule mit sieben Klassen. 1940 nach dem Bevölkerungsaustausch zwischen Rumänien und Bulgarien, wurde sie in eine rumänische Schule umgewandelt.

## Persönlichkeiten
- Ovidiu Papadima (1919–1996), Literaturkritiker[4]